# Penamon
Penamon (uralkodói nevén Meritaui[ré?]) ókori egyiptomi fáraó, akinek datálása rendkívül bizonytalan.

## Személyazonossága
Penamon egyik egyiptomi királylistán sem szerepel, sérült kártusa egyetlen kőtömbön olvasható, melyet a Nílus-delta nyugati részén lévő Kom Abu Billóban találtak (az ókori Terenuthiszban).
Jürgen von Beckerath szerint deltabeli helyi uralkodó volt a XXV. dinasztia idején, aki királyi titulatúrát vett fel; von Beckerath szerint Penamon személynevét és uralkodói nevét ugyanabba a kártusba írta, és az elveszett részen talán Ré neve állt, ami az egyiptomi uralkodói nevekben hagyományosan szerepelt.
Kenneth Kitchen azonban ortográfiai alapon későbbre datálja Penamont, szerinte a XXVII. dinasztiával kezdődő perzsa időszakban, vagy talán még később uralkodott.

## Fordítás
- Ez a szócikk részben vagy egészben  a   Penamun című angol Wikipédia-szócikk ezen változatának fordításán alapul.  Az eredeti cikk szerkesztőit annak laptörténete sorolja fel. Ez a jelzés csupán a megfogalmazás eredetét és a szerzői jogokat jelzi, nem szolgál a cikkben szereplő információk forrásmegjelöléseként.